# Алфа Тица
Алфа Тица је ауторски крушевачки алтернативни рок бенд настао 2008. године. Пре оснивања бенда, иста екипа је под именом Јавна Бламажа снимила дугометражни филм Биотоп који је премијерно приказан на прослави 140 година постојања Крушевачке Гимназије.
Алфа Тица је снимила два албума и један макси сингл. Бенд је познат и по бројним видео спотовима.
Бенд су основали Димитрије Стевановић, Марко Цветковић и Душан Петковић, а након снимања првог демо албума прикључује им се и Милан Ступљанин.

## Дискографија

### Неиндустријски проналасци
Неиндустријски проналасци је први демо албум Алфа Тице снимљен у пролеће 2008. године. На албуму се налази 14 песама, већина је снимљена у АТВС студију, а неке песме су кућне продукције:
1. Трн;
2. Спонтано;
3. Ноћна стража;
4. Анђели;
5. Дијабологија;
6. Луд;
7. Цвелетов рок;
8. Алфа;
9. Моодо;
10. Седми дан;
11. Месецу;
12. Зелене очи;
13. Њива;
14. Ракија блуз;

На албуму доминирају песме са љубавном тематиком, па је Алфа Тица постала позната као бенд који пева искрени љубавни rock.

### Ливада
Ливада је макси сингл снимљен 2009. године и садрзи 6 песама и један ремикс са првог албума.
1. Max Дел (интро);
2. Косачица;
3. Муда Што Висе;
4. Вилиње Коло;
5. Шта Је Љубав;
6. Мала Танга (текст Данило Зивковиц)
7. Месецу RMX;

### Мирјана, волим те!
2010. године Алфа Тица самостално издаје албум Мирјана, волим те!, на коме се налази 14 жанровски различитих песама:
1. Индустрија;
2. Адреналин;
3. Нирвана (текст: В.П. Дис);
4. Еквилибрија;
5. Одбачени;
6. Црно;
7. Депресија;
8. Чиопа;
9. Мирјана;
10. Бао Бао;
11. Ехо;
12. Зелена песма;
13. Ј7 & 70 пипес оф стеел;
14. Max Дел 3 (текст: Никола Крака Јанковић);

Песме Злена Песма и Одбачени су се нашле на компилацији Манекени Бигза. У марту 2010. године је објављен филм Тицутијада који је састављен од документарних снимака са турнеје Алфа Тице и са снимања албума Мирајана, волим те.

### Хромозом Сешн 2013.
Бенд почетком 2013. године снима „Хромозом Sessions“ са поднасловом „хромозоме, хромозоме, врати слику уму моме”.
Већина материјала је већ снимљена, а у међувремену је у етар пуштена нова песма и спот за песму „Шећер“.
Марко Цветковић, главни покретач бенда, главни глумац и креатор великог броја кратких филмова је о албуму и споту рекао: “Цео наш албум је конципиран као једна велика комбинација музичких идеја и жанрова у који смо овај пут као иновацију увели велики број гостовања разних музичара да својом идејом допринесу кохеренцији и атмосфери нашег новог издања. Прва песма, Шећер, за коју смо решили да би била идеална за први сингл, којим представљамо овај албум, је једна лепа тужна љубавна песма која говори о томе да је свака љубав у ствари најјача када је окренута према самом себи. Захвалио бих се овом приликом нашим другарицама Roxi и Сари које су овај спот реализовале, као и Грофу на савршеној и аутентичној сценографији.”

## Боље остај ту где јеси 2015.
Албум "Боље остај ту где јеси" је настао као идеја да се на једном месту нађу песме снимане у последњих пет година, међу којима су и песме са "Хромозом сешн"-а и "Дубла" које су публици представљене раније. Њма су додате песме са "Бест оф Цвеле сешн"-а, који је уоквирио звук албума, а коме су допринели Никола Крака Јанковић и Александра Ђорђевић на вокалима.